# Будзішув-Мали
Будзішув-Мали (пол. Budziszów Mały) — село в Польщі, у гміні Вондрожі-Великі Яворського повіту Нижньосілезького воєводства.
Населення — 150 осіб (2011).
У 1975-1998 роках село належало до Легницького воєводства.

## Демографія
Демографічна структура станом на 31 березня 2011 року:
|          | Загалом | Допрацездатний вік | Працездатний вік | Постпрацездатний вік |
| -------- | ------- | ------------------ | ---------------- | -------------------- |
| Чоловіки | 75      | 13                 | 52               | 10                   |
| Жінки    | 75      | 15                 | 47               | 13                   |
| Разом    | 150     | 28                 | 99               | 23                   |